# Masters de Miami 1990
El Abierto de Miami 1990 (también conocido como 1990 Lipton International Players Championships por razones de patrocinio) fue un torneo de tenis jugado sobre pista dura. Fue la edición número 6 de este torneo. El torneo masculino formó parte de los Super 9 en la ATP. Se celebró entre el 12 de marzo y el 26 de marzo de 1990.

## Campeones

### Individuales Masculino
Andre Agassi vence a  Stefan Edberg, 6–1, 6–4, 0–6, 6–2

### Individuales Femenino
Monica Seles vence a  Judith Wiesner,  6–1, 6–2

### Dobles Masculino
Rick Leach /  Jim Pugh vencen a  Boris Becker /  Cassio Motta, 6–4, 3–6, 6–3

### Dobles Femenino
Jana Novotná /  Helena Suková vencen a  Betsy Nagelsen /  Robin White, 6–4, 6–3